# Ramazanoğulları

Karte der anatolischen Beyliks

Die Ramazanoğulları, auch Ramazaniden oder Ramadaniden, waren ein anatolisches Beylik, welches im 14. Jahrhundert entstand.
Die Ramazanoğulları waren eine Turkmenenfamilie aus dem Stamm der Yüreğir. Turkmenische Stämme siedelten nach dem Zusammenbrechen des Königreichs Armenien in der Çukurova in der Gegend von Adana, Sis (heute Kozan), Ayas (heute Yumurtalık) und Tarsus.  
1353 wurde dem Stammvater Ramazan vom Mamelukensultan der Titel „Emir der Türkmenen“ verliehen. 1354 reiste sein Sohn Ibrahim mit einem Geschenk von 1000 Pferden nach Kairo und wurde vom Mamelukensultan als Nachfolger seines Vaters bestätigt. Er geriet in Folge aber in Konflikt mit den mamelukischen Oberherren und wurde 1383/84 von diesen hingerichtet.
Es folgte ihm sein Bruder Ahmed nach. Dieser vermählte seine Tochter mit dem Mamelukensultan Faradsch.
Nach seinem Tod 1417 folgte ihm sein Sohn Ibrahim. Dieser hatte mehrfach Auseinandersetzungen mit den Karamanoğulları um die Stadt Tarsus. In den folgenden Jahren wechselte die Führerschaft zwischen verschiedenen Mitgliedern der Familie hin und her. 
Ab 1485 war Halil Fürst des Beyliks. Von ihm sind verschiedene Inschriften auf Gebäuden erhalten. Sein Sohn Piri Mehmed, der ab 1510 herrschte, war erstmals ein Vasall der Osmanen. 1516 wurde das Beylik ins Osmanische Reich eingegliedert, die Ramazanoğulları blieben aber bis 1608 erbliche Sandschakbeys in Adana.
Aus der Zeit der Ramazanoğulları sind zahlreiche Bauten in Adana, Tarsus und anderen Städten erhalten. Bekanntestes Bauwerk ist die Ulu Cami in Adana.

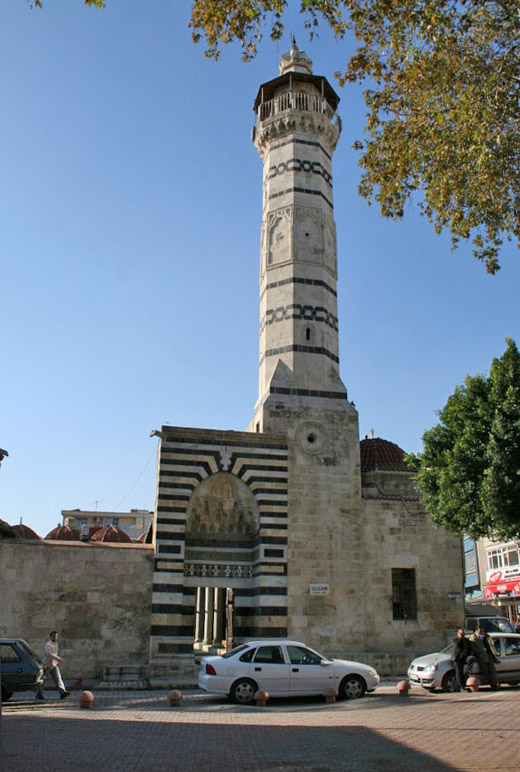
Große Moschee von Adana
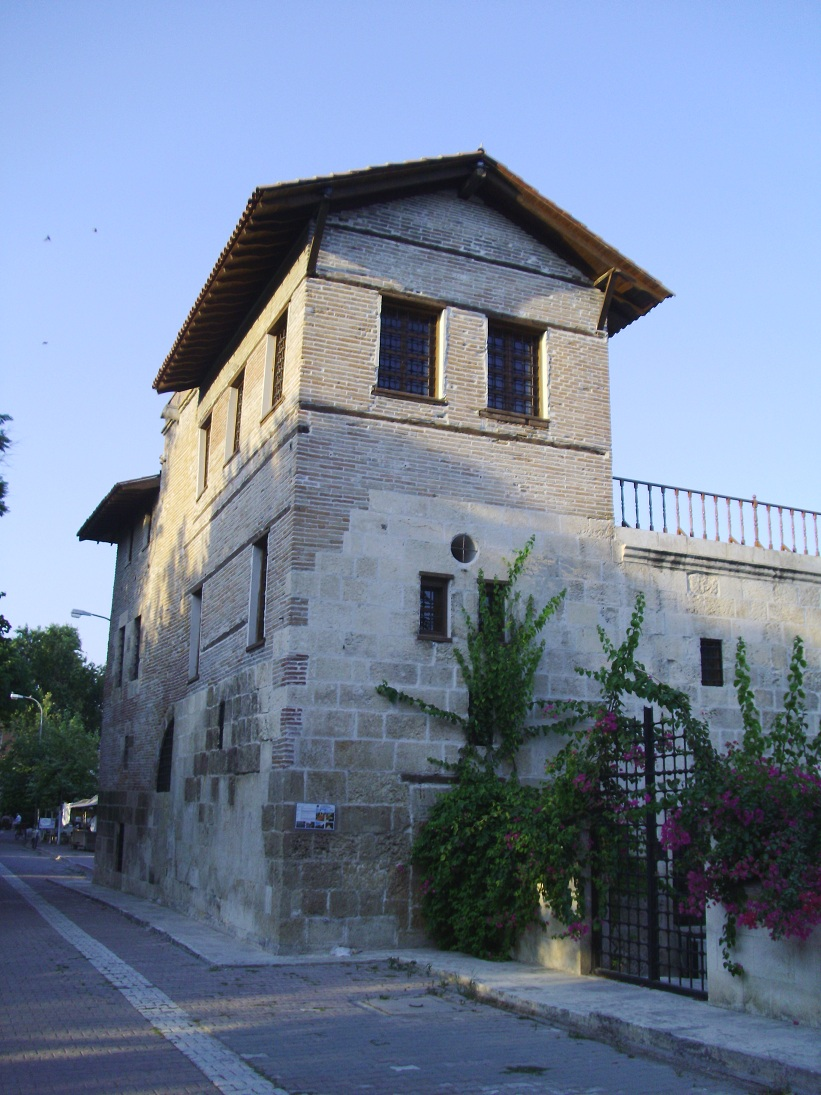
Ramazanoğlu-Konak, Amtssitz der Ramazanoğlu in Adana
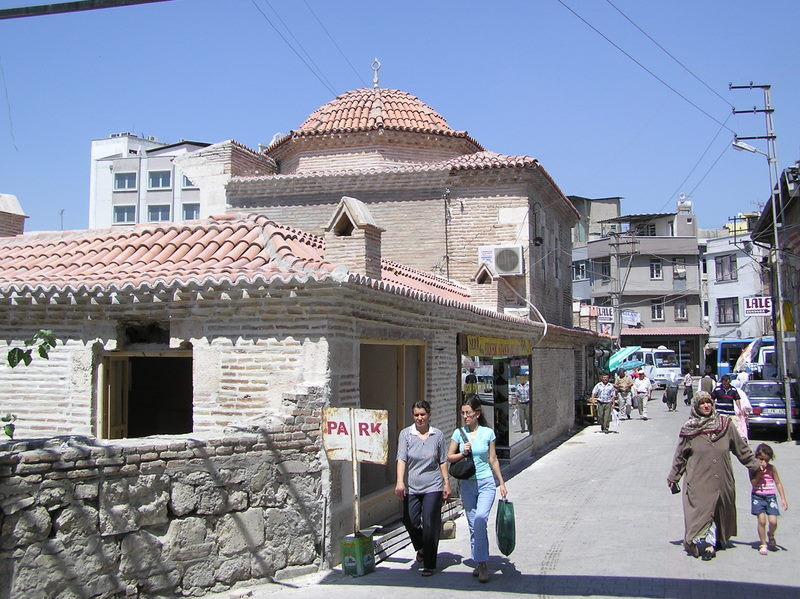
Yağ-Moschee in Adana
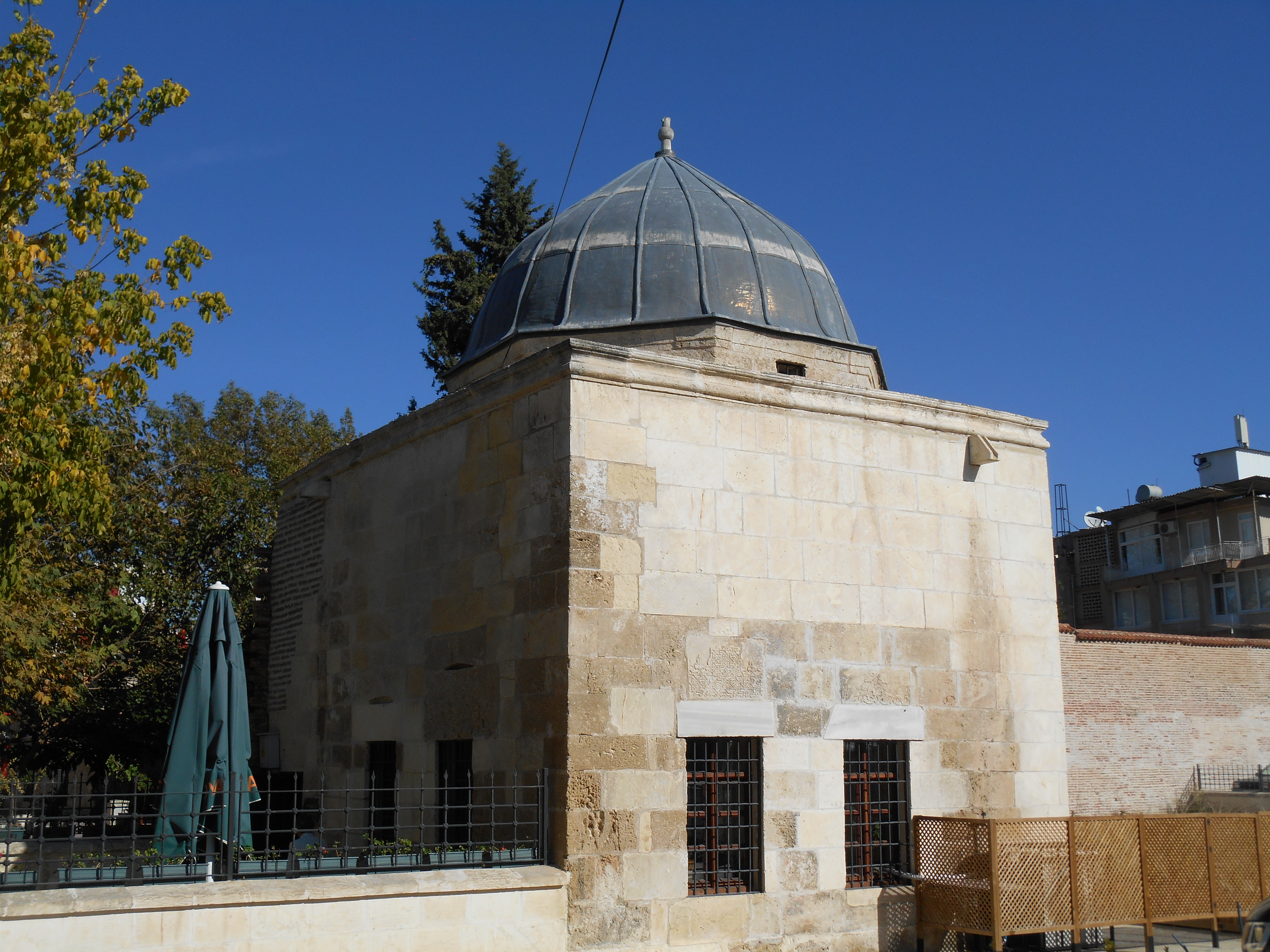
Ramazanoğlu-Medrese